# Tivùsat
tivùsat is een  free-to-view televisieplatform uitgezonden via de satellietpositie  Hot Bird op 13 graden oost, dit sinds 31 juli 2009. Enkel Italianen kunnen na aankoop van een tivùsat smartcard en bijhorende  decoder of  CI-module deze gratis laten activeren zodoende de verschillende zenders in het pakket op hun beurt ook gratis te kunnen ontvangen. Voor activatie is een geldige "Codice Fiscale" nodig. Eigenlijk is het de bedoeling dat enkel inwoners van Italië, Vaticaanstad en  San Marino de mogelijkheid hebben de beschikbare zenders te kunnen ontvangen. Dit heeft vaak te maken met auteursrechten van de verschillende zenders waardoor ze niet zomaar naar andere landen mogen uitzenden.

## Zenders

#### Italiaanse nationale zenders
- Rai 1
- Rai 2
- Rai 3
- Rai 4
- Rai 5
- Rai Movie
- Rai Premium
- Rai News 24
- Rai Storia
- Rai Sport
- Rai Gulp
- Rai Yoyo
- Rai Scuola
- Rai 3 TGR Friuli Venezia Giulia
- Canale 5
- Italia 1
- Italia 2
- Rete 4
- 20
- La5
- Iris
- Top Crime
- Focus
- Mediaset Extra
- TGcom24
- Boing
- Cartoonito
- LA7
- LA7d
- TV2000
- Paramount Channel
- Cine Sony
- VH1
- Spike
- Real Time
- DMAX
- Giallo
- Motor Trend
- Super!
- Pop
- Cielo
- TV8
- Nove
- Alice
- Class Horse.Tv
- QVC
- Fashion Tv
- Juwelo
- Parole di Vita
- TVA Vicenza

#### Italiaanse zenders in HD
- Rai 1 HD
- Rai 2 HD
- Rai 3 HD
- Rai 4 HD
- Rai 5 HD
- Rai News 24 HD
- Rai Movie HD
- Rai Premium HD
- Rai Storia HD
- Rai Scuola HD
- Rai Gulp HD
- Rai Yoyo HD
- Rai Sport + HD
- Canale 5 HD
- Italia 1 HD
- Rete 4 HD
- 20 HD
- Nove HD
- SuperTennis
- QVC HD
- HSE24
- RTL 102.5 TV HD
- Radio Italia TV HD
- Radiofreccia HD
- Radio Zeta HD
- Radio Italia Rap TV HD
- RDS Social TV

#### Italiaanse zenders in UHD
- Rai 4K

#### Internationale zenders
- Euronews (Italiaans)
- BBC World News (Engels)
- Bloomberg Television (Engels)
- Al Jazeera (Engels)
- Al Jazeera (Arabisch)
- TV5 Monde Europe (Frans)
- Deutsche Welle (tedesco)
- Mezzo (Frans)
- NHK World (Japans)
- TV Koper-Capodistria (Italiaans en Sloveens)
- CNBC (Engels)
- CGTN (Chinees)
- CCTV-4 (Chinees)
- SBN Sonlife Broadcasting Network (Engels)
- Fashion TV

#### Internationaal in HD
- arte HD (Frans, Duits en Engels)
- KBS World (Koreaans)
- Al Jazeera (Engels)
- Euronews (Engels)
- i24 HD (Frans)
- i24 HD (Engels)
- France 24 (Frans)
- France 24 (Engels)
- San Marino RTV HD (Italiaans)
- CGTN Documentary (Engels)
- CGTN (Engels)
- CCTV 4 (Chinees)
- TRT World (Turks)

###### Internationaal in UHD
- FashionTv
- Via Hot Bird 4K1
- Nasa UHD

## Radiozenders
- Rai Radio 1
- Rai Radio 2
- Rai Radio 3
- Rai Radio Classica
- Rai Radio Techetè
- Rai Radio Tutta Italiana
- Rai Radio Kids
- Rai Radio Live
- Rai Isoradio
- Rai Gr Parlamento
- Rai Radio 1 Sport
- Rai Radio 2 Indie
- Radio 24
- Radio DeeJay
- Radio Capital
- RTL 102.5
- RTL Classic
- RTL Groove
- RTL Guardia Costiera
- m2o
- Radio Dimensione Suono
- Radio Dimensione Suono Roma
- DiscoRadio
- Radio Italia
- Radio Italia Anni 60
- Radio Monte Carlo
- Radio Monte Carlo 2
- Radio Monte Carlo Sport
- Radio 101
- Radio 105
- Radio Zeta
- Virgin Radio
- Radio Maria
- Radio Mater
- Radio Beckwith Evangelica
- Radio Onda d'Urto
- Radio Radio
- Radio Number One
- Radio Web Italia
- Radio Popolare
- Radio Margherita
- Radio Capodistria
- Radio France Internationale (Frans)
- Radio Swiss Pop (Frans)
- Radio Swiss Jazz
- Radio Swiss Classic
- Deutsche Welle Radio (Duits)
- Deutsche Welle Radio (Engels)